# 黒田龍之助
黒田 龍之助（くろだ りゅうのすけ、1964年9月18日 - ）は、日本のスラブ語学者・言語学者。東京工業大学助教授・明治大学助教授を経て、神田外語大学言語教育研究所特任教授、神戸市外国語大学客員教授。執筆と講演を中心に活動する。
父は落語家の6代目柳亭燕路、母は絵本作家のせなけいこ、妻はチェコ語学者の金指久美子。

## 経歴・人物
東京都生まれ。1988年上智大学外国語学部ロシア語科卒。1994年東京大学大学院人文社会系研究科露文専攻博士課程単位取得満期退学。東京工業大学助教授（ロシア語）、明治大学理工学部助教授（英語）、2007年3月に退職。
2012年より神田外語大学非常勤講師（言語学）、2018年より同大言語教育研究所特任教授。神戸市外国語大学外国語学部ロシア学科客員教授。
日本放送協会教育テレビジョンの「ロシア語会話」の講師として一般には広く知られている。2008年4月よりNHKラジオ第二放送「まいにちロシア語」講師を務める。ロシア語、ウクライナ語、ベラルーシ語などスラブ諸語のほか、英語にも通じ、著作も多い。
1999年、『羊皮紙に眠る文字たち』が木村彰一賞を受賞。

## 著書
- 『ウクライナ語基礎1500語』大学書林、1995年
- 『ベラルーシ語基礎1500語』大学書林、1998年
- 『羊皮紙に眠る文字たち スラヴ言語文化入門』現代書館、1998年
  - 『羊皮紙に眠る文字たち 再入門』白水社、2022年
- 『外国語の水曜日 学習法としての言語学入門』現代書館、2000年
  - 『外国語の水曜日 再入門』白水社、2021年
- 『ロシア語のかたち』白水社、2002年
  - 『ロシア語のかたち（新版）』白水社、2013年
  - 『ロシア語のかたち（ワイド版）』白水社、2018年
- 『はじめての言語学』講談社現代新書、2004年
- 『その他の外国語 役に立たない語学のはなし』現代書館、2005年
  - 『その他の外国語 エトセトラ』ちくま文庫、2017年
- 『ロシア語へのパスポート（改訂版）』白水社、2005年 - 中島由美、柳町裕子との共著
- 『ロシア語のしくみ』白水社、2005年
  - 『ロシア語のしくみ（新版）』白水社、2014年
- 『ニューエクスプレス ロシア語』白水社、2007年
  - 『ニューエクスプレス ＋ロシア語』白水社、2018年
- 『ポケットいっぱいの外国語』講談社、2007年
  - 『ポケットに外国語を』ちくま文庫、2013年
- 『にぎやかな外国語の世界（地球のカタチ）』白水社、2007年
  - 『もっとにぎやかな外国語の世界』白水Uブックス、2014年
- 『語学はやり直せる!』角川oneテーマ21、2008年
- 『世界の言語入門』講談社現代新書、2008年
  - 『世界のことば アイウエオ』ちくま文庫、2018年
- 『ぼくたちの英語』三修社、2009年
- 『ロシア語の余白』現代書館 2010年
  - 『ロシア語の余白の余白』白水社 2021年
- 『大学生からの文章表現』ちくま新書　2011年
- 『ことばは変わる　はじめての比較言語学』白水社、2011年　
  - 『ことばはフラフラ変わる』白水社、2018年
- 『初級ロシア語文法』三修社、2012年
- 『外国語をはじめる前に』ちくまプリマー新書、2012年
- 『ぼくたちの外国語学部』三修社、2013年
- 『ロシア語文法への旅』大学書林、2014年
- 『寄り道ふらふら外国語』白水社、2014年
- 『チェコ語の隙間』現代書館、2015年
  - 『チェコ語の隙間の隙間』白水社、2022年
- 『外国語を学ぶための言語学の考え方』中公新書、2016年
- 『寝るまえ5分の外国語 語学書書評集』白水社、2016年
- 『初級ウクライナ語文法』三修社、2017年
- 『ロシア語だけの青春 ミールに通った日々』現代書館、2018年　ちくま文庫、2023年
- 『物語を忘れた外国語』新潮社、2018年　新潮文庫、2021年
- 『集中講義のロシア語』白水社、2020年
- 『つばさ君のウクライナ語』白水社、2020年
- 『にぎやかなロシア語メモ　あるいは眠られぬ夜の外国語のために』大修館書店、2022年
- 『外国語の遊園地』白水社、2023年